# Фельбермайер, Анни
Анни Фельбермайер (нем. Anny Felbermayer; 21 июля 1924, Вена, Австрия — 5 сентября 2014, там же) — австрийская оперная певица XX века (сопрано).

## Биография
Окончила Венскую музыкальную академию. Победила на нескольких вокальных конкурсах, в том числе в Женеве и Вивере, после чего дебютировала в 1950 году на сцене Венской государственной оперы в роли Магды в опере Фридриха фон Флотова «Марта». В составе этого музыкального коллектива провела более 30 сезонов. За свою оперную карьеру певица исполнила 54 различные партии в 979 представлениях, в том числе, 235 раз выступила в «Свадьбе Фигаро» Моцарта. Последний её выход на оперную сцену состоялся 8 июня 1982 года в постановке «Визит старой дамы».
Регулярно выступала на Зальцбургском фестивале и в миланском театре Ла Скала, в Брюссельской опере, а также в рамках гастролей Государственной оперы на Зальцбургских фестивалях; являлась успешной концертной певицей.
В 1969 году была награждена почётной медалью Австрии «За заслуги в области науки и культуры», а в 1983 году получила почётное звание камерной певицы Австрии. Похоронена на Центральном кладбище Вены.